# Paramonie
La paramonie (du grec ancien : παραμόνιμος, paramonimos, « assidu, constant ») est une période particulièrement stricte du jeûne observé dans les Églises d'Orient — Églises orthodoxes et Églises catholiques de rite byzantin — lors du Grand Carême, du jeûne de la Nativité et du jeûne de la Dormition.
Pour plus de détails, voir "Jeûne de la Nativité".